# Marutea Nord
Marutea (alter Name: Furneaux-Island, polynesisch auch Taunga-tauranga-e-havana) ist ein unbewohntes Atoll im Südostpazifik, das politisch zur Gemeinde Makemo in Französisch-Polynesien gehört. Geografisch zählt Marutea zur Inselgruppe der Tuamotus und liegt etwa in der Mitte des ausgedehnten Archipels, rund 27 km südöstlich der bewohnten Insel Makemo. Den Appendix „Nord“ erhielt die Insel, um sie von dem erheblich weiter südlich, an der Südspitze des Tuamotu-Archipels gelegenen Marutea Süd (oder Marutea Sud) zu unterscheiden.

## Geografie
Das Atoll erstreckt sich über eine Länge von 43 Kilometern und eine Breite von 19 Kilometern mit einer Gesamtfläche von 458 km². Der weitaus größte Teil ist von der außergewöhnlich großen Lagune bedeckt, die mit vielen kleinen Korallenköpfen und Fleckenriffen gesprenkelt ist. Die Motus liegen im Norden und Osten des Atolls. Sie erheben sich nur wenige Meter über den Meeresspiegel, sodass sie bei Tsunamis oder beim Zusammentreffen von hohem Wasserstand und Starkwinden hin und wieder überflutet werden. Die gesamte Landfläche der Riffinseln beträgt nur 2,7 km².  Der Süden und Westen des Atolls wird von einem geschlossenen Korallenriff und Sandbänken eingenommen, die bei hoher Tide zum größten Teil überspült werden. Im Nordosten gibt es eine schiffbare Passage durch das Riff, die zwar schmal, aber so tief ist, dass sie „ein Schoner passieren“ kann.
Zwischen den Motus im Norden gibt es mehrere Tidenkanäle (Hoa), die dem Wasseraustausch zwischen der Lagune und dem Ozean dienen. Sie sind jedoch nicht tief genug, um mit Booten befahren zu werden. Die größte der Riffinseln liegt im Norden, sie ist 5 km lang, aber nur 200 m breit.
Im Gegensatz zu anderen Tuamotu-Inseln wurden Kokosplantagen lediglich in geringem Umfang und nur auf der Hauptinsel angelegt, sodass die Flora, insbesondere der kleineren Motus, weitgehend noch dem natürlichen Bewuchs entspricht. Die ursprüngliche Vegetation der Inseln des Tuamotu-Archipels bestand aus Pisonia grandis und Heliotropium arboreum (Syn.: Tournefortia argentea), die, wie bereits James Cook berichtet, durchsetzt waren mit Morinda citrifolia, Pandanus und Kokospalmen. Eingerahmt wurde diese niedrig wachsende, offene Waldfläche von buschiger Vegetation, u. a. bestehend aus Pemphis acidula, Timonius polygamus und Scaevola taccada. Der Vor- und Unterwuchs bestand aus krautigen Pflanzen, Gräsern und Farnen, zum Beispiel: Hedyotis romanzoffiensis (Syn.: Kadua romanzoffiensis, Coprosma oceanica), Lepturus lepens oder Nephrolepis sp.

## Name
Über den polynesischen Namen „Taunga-tauranga-e-havana“ schreibt James Lyle Young (1849–1929), Südseereisender, Schriftsteller und Geschäftsmann auf Tahiti, er bedeute „der freundliche Vogel, der sich auf unserem Mast ausruhte und sich darauf niederließ“ (the friendly bird that rested and plumed itself on our mast). Dies sei der Zweitname der Insel, der aus einer nur fragmentarisch überlieferten Legende stamme, die ihm Marerenui erzählt habe. Marerenui Tekehu (1826–1901) war ein Ariki (Adeliger oder Häuptling) und Großgrundbesitzer von der Insel Hao.

## Geschichte
Über die Frühgeschichte des Atolls ist nichts bekannt, archäologische Untersuchungen haben bisher nicht stattgefunden. Die Legende berichtet, dass Anfang oder Mitte des 17. Jahrhunderts Krieger von Anaa die Inseln Marutea, Nihiru und Raroia überfallen haben. Marutea muss demnach einst bewohnt gewesen sein.
Am 12. August 1773 erreichte James Cook als erster Europäer Marutea Nord.

„This proved another of these low or halfdrowned islands, or rather a large coral shoal of about twenty leagues in circuit. A very small part of it was land, which consisted of little islands ranged along the north side, and connected by sandbanks and breakers. These islets were closed with wood, among which the cocoa-nut trees were only distinguishable. We ranged the soth side of this isle or shoal at the distance of one or two miles from the coral bank, against which the sea broke in a dreadful surf.
Sie erwies sich als eine weitere dieser niedrigen oder halb versunkenen Inseln oder vielmehr als eine große Korallenbank mit einem Umfang von etwa 96 Kilometern. Ein sehr kleiner Teil davon war Land, das aus kleinen Inseln bestand, die entlang der Nordseite angeordnet und durch Sandbänke und Brandungsriffe verbunden waren. Diese Inseln waren mit Bäumen dicht bedeckt, zwischen denen nur die Kokospalmen zu erkennen waren. Wir passierten die Südseite dieser Insel oder Untiefe in einer Entfernung von zwei oder vier Kilometern von dem Korallenriff, an dem sich das Meer in einer schrecklichen Brandung brach.“

Auf der Lagune konnte Cook ein Kanu mit Segel beobachten. Ob es sich um das Boot eines ständigen Bewohners oder nur eines vorübergehenden Besuchers handelte, ist nicht bekannt. Ohne nähere Erkundung und ohne zu landen, setzten Cooks Schiffe die Segel und entfernten sich in Richtung Westen. James Cook benannte die Neuentdeckung nach Commander Tobias Furneaux, dem Kapitän seines Begleitschiffes Adventure.
Die Fregatte Aguila, das Schiff von Domingo de Boenechea, unternahm unter dem Kommando von Cayetano de Langara 1775–1776 eine weitere Reise von Callao nach Tahiti zur Versorgung der dortigen spanischen Missionare. Auf dieser Fahrt wurden jedoch keine neuen Inseln gefunden. Die einzige Ergänzung zu den von Boenechea und seinem Kapitän Tomás de Gayangos bereits vorher im Tuamotu-Archipel gesehenen Inseln war Marutea Nord, das jedoch bereits von Cook entdeckt worden war.